# Trenton (Tennessee)
Trenton es una ciudad ubicada en el condado de Gibson en el estado estadounidense de Tennessee. En el Censo de 2010 tenía una población de 4.264 habitantes y una densidad poblacional de 200,85 personas por km².

## Geografía
Trenton se encuentra ubicada en las coordenadas 35°58′24″N 88°56′43″O / 35.97333, -88.94528. Según la Oficina del Censo de los Estados Unidos, Trenton tiene una superficie total de 21.23 km², de la cual 21.09 km² corresponden a tierra firme y (0.65%) 0.14 km² es agua.

## Demografía
Según el censo de 2010, había 4.264 personas residiendo en Trenton. La densidad de población era de 200,85 hab./km². De los 4.264 habitantes, Trenton estaba compuesto por el 64.54% blancos, el 31.36% eran afroamericanos, el 0.75% eran amerindios, el 0.21% eran asiáticos, el 0% eran isleños del Pacífico, el 1.45% eran de otras razas y el 1.69% pertenecían a dos o más razas. Del total de la población el 2.72% eran hispanos o latinos de cualquier raza.